# Niveau à eau
Pour les articles homonymes, voir Niveau (outil).

Schéma d'un niveau à eau.

Le niveau à eau est un instrument ancestral et rudimentaire, il repose sur le principe des vases communicants.

## Histoire
Le niveau à eau passe pour être une invention de l'Athénien Dédale
Il est composé d'un tuyau souple (similaire à un tuyau d'arrosage), à chaque extrémité duquel sont fixées deux « bouteilles » spéciales. Celles-ci sont graduées et appelées généralement « biberons ». Les bases de ces derniers éléments sont raccordés au tuyau, la partie supérieure étant ouverte pour permettre l'équilibre de l'eau. Lorsque les biberons (identiques) indiquent le même niveau d'eau, alors on obtient deux points (par exemple les extrémités supérieures de chaque biberon) situés sur le même plan horizontal.
Sur un principe analogue, les Romains utilisaient le chorobate.
Une des premières mentions du niveau à eau serait faite par l'astronome et astrologue grec Ptolémée (90-168) sans qu'il ne donne de description de l'instrument,.